# Henryk IV Wierny
Henryk IV (II) Wierny (żagański) (ur. w 1291 lub 1292, zm. 22 stycznia 1342 w Żaganiu) – książę żagański 1309–1342, 1309–1312 współrządy z braćmi z Konradem i Bolesławem nad całością (z wyjątkiem Głogowa), 1312–1317 z Janem i Przemkiem w wyniku podziału nad Żaganiem i Ścinawą, 1312–1314 z Janem i Przemkiem współrządy w księstwie poznańskim, 1317–1321 w wyniku podziału rządy nad Żaganiem i 1318–1321 nad Głogowem, wraz z bratem Przemkiem, 1321 ostateczny podział w wyniku którego książę żagański, od 1329 dziedziczny lennik czeski. Na wielu dokumentach tytułował się dziedzicem Królestwa Polskiego (Heres Regni Polonie).
Henryk IV był najstarszym synem księcia głogowskiego Henryka III i Matyldy brunszwickiej. Przydomek Wierny pojawia się już we współczesnych mu XIV-wiecznych kronikach. Ojciec do wielkiej polityki przygotowywał pierworodnego już od najmłodszych lat, zabierając Henryka jako cztero- i pięcioletnie dziecko w 1296 na rokowania pokojowe z księciem kujawskim Władysławem Łokietkiem do Krzywinia. Układ tam wówczas zawarty był niezwykle obiecujący dla młodego Henrykowica, gdyż zobowiązał Łokietka pod presją militarną Głogowczyka do usynowienia syna konkurenta, co miała zabezpieczyć dziedzictwo książąt głogowskich. Dodatkowo książę kujawski zobowiązał się w chwili osiągnięcia pełnoletniości przez Henryka IV przekazać mu księstwo poznańskie, zaś w przypadku swojej bezpotomnej śmierci całość Wielkopolski. Układ ten wobec rychłego narodzenia się męskich dziedziców Łokietka, a zwłaszcza znalezienia się władcy Kujaw na wygnaniu nie został jednak dotrzymany.
Henryk III Głogowski zmarł 9 grudnia 1309. Henryk IV, mimo osiągnięcia wieku uznawanego w tych czasach za sprawny, z nieznanych przyczyn znalazł się wraz z młodszymi braćmi do 1312 pod opieką matki.
W 1312 doszło do pierwszego podziału ojcowizny – dzielnicę wschodnią, składającą się z Oleśnicy, Kluczborka oraz z ziemi kaliskiej i gnieźnieńskiej otrzymali Konrad i Bolesław. Henryk IV wraz z Janem ścinawskim i Przemkiem otrzymał dzielnicę głogowską, ścinawską, żagańską i wielkopolską. Głogów pozostał w rękach Matyldy brunszwickiej, jako oprawa wdowia.
Sytuacja Głogowczyków w tym czasie nie była do pozazdroszczenia – nierozwiązany konflikt z książętami legnickimi o dziedzictwo po Henryku Probusie i groźba usunięcia z Wielkopolski przez Władysława Łokietka skłoniły najstarszego Henrykowica do nawiązania przyjaznych stosunków z margrabiami brandenburskimi, jako przeciwwagę wobec wrogów. W 1310 jako gwarancja dobrych stosunków zostało zawarte małżeństwo pomiędzy Henrykiem IV a Matyldą córką margrabiego Hermana. Kontrakt ślubny został podparty zastawieniem margrabiom Krosna i Żagania (zastaw wrócił dopiero w ręce synów Henryka III w 1319). W ramach zacieśniania stosunków z Askańczykami Henryk IV wraz z młodszymi braćmi Bolesławem i Konradem zrzekł się na zjeździe w Berlinie 3 marca 1310 pretensji do Pomorza Gdańskiego na rzecz margrabiów Waldemara i Jana, którzy rychło sprzedali je za wysoką sumę pieniędzy Krzyżakom.
W Wielkopolsce do pierwszego wybuchu niezadowolenia doszło już w 1310. Wtedy to Henryk IV odniósł niespodziewaną klęskę z rąk powstańców pod Kłeckiem, co nie rokowało zbyt dobrze ich rządom. Sytuacja Głogowczyków pogorszyła się dwa lata później, kiedy książęta znaleźli się pod klątwą arcybiskupa gnieźnieńskiego Jakuba Świnki i biskupa poznańskiego Andrzeja Zaremby. Jednak dopiero bezpośrednie zaangażowanie w konflikt Władysława Łokietka, w 1313, doprowadziło do utraty ostatecznie rok później przez Głogowczyków Wielkopolski na rzecz jednoczącego się państwa polskiego. W rękach synów Henryka III pozostała tylko część ziem wielkopolskich położonych nad Obrą utraconych ostatecznie do 1332 (z wyjątkiem Wschowy utraconej dopiero przez Henryka V Żelaznego). Synowie Henryka III później jeszcze wielokrotnie na niwie dyplomatycznej, czy nawet zbrojnej, próbowali powrócić do sprawy Wielkopolskiej, jednak bez rezultatów. W tym celu próbowali zawierać niekorzystne traktaty z margrabiami brandenburskimi, licząc na ich poparcie militarne. Na szczęście do realizacji tych planów nie doszło, z powodu śmierci Waldemara i wygaśnięcia dynastii askańskiej.
Również wobec książąt legnickich sojusz okazał się zupełnie niewystarczającym zabezpieczeniem. Wojna toczyła się w latach 1312–1317 i została ostatecznie zakończona ugodą 8 stycznia 1317, w wyniku której książęta głogowscy zostali zmuszeni do oddania terytorium pomiędzy Odrą a Wołowem, z Urazem i Lubiążem.
Po śmierci matki, w 1321, nastąpił ostateczny podział ojcowizny – Przemko otrzymał księstwo głogowskie, a Henryk IV księstwo żagańskie (Jan otrzymał wcześniej księstwo ścinawskie ze Ścinawą i Lubinem, Bolesław był już wtedy księciem oleśnickim, zaś Konrad I namysłowskim).
W 1322 przeciwko synom Henryka III powstała koalicja książąt śląskich (Bernard Świdnicki, Henryk Wrocławski, Bolesław Legnicki), na czele której stanął król polski Władysław Łokietek. Dodatkowo przyczyniło się to do osłabienia książąt głogowskich i utraty przez nich Namysłowa.
Rok później, w celu uniknięcia zależności od cesarza Ludwika IV Wittelsbacha, Henryk IV oddał swoje księstwo pod opiekę papieża. 29 lipca 1326 Henryk zawarł traktat ze swoimi braćmi – Janem ścinawskim i Przemkiem – zgodnie z którym po bezpotomnej śmierci braci miał odziedziczyć po nich księstwa. Wydaje się, że była to próba przywrócenia jedności księstwa głogowskiego.
Po 1327 sytuacja polityczna na Śląsku uległa dalekim zmianom. Jan Luksemburski zhołdował w tym roku księstwa piastowskie na Górnym Śląsku. W 1329 hołd złożyli Bolesław Legnicki, Jan Ścinawski, Konrad Oleśnicki oraz Henryk IV. Z synów Henryka III władcy czeskiemu nie podporządkował się tylko Przemko głogowski. Mając poparcie Luksemburgów, Henryk IV próbował wówczas bezskutecznie wysunąć pretensje do spadku po Askańczykach.
W 1331 umarł bezpotomnie Przemko (został otruty). Zgodnie z zawartym porozumieniem, księstwo jego zostało podzielone pomiędzy Henryka IV i Jana Ścinawskiego. W rękach wdowy po nim pozostała tylko połowa Głogowa i Bytomia Odrzańskiego. Jan Luksemburski miał jednak inne plany i jeszcze w tym samym roku zajął księstwo pozbawiając wdowę i zainteresowanych książąt ich dziedzictwa. W celu uprawomocnienia swojego zaboru Jan za 2000 grzywien wykupił od Jana ścinawskiego jego prawa do połowy księstwa. Takie postępowanie króla czeskiego naruszyło prawa wdowy po Przemku II, Konstancji, oraz prawa Henryka IV, który do końca życia nie odzyskał należnej mu połowy Głogowa.
W celu uniknięcia rozprzedania księstwa przez największego utracjusza w rodzinie, księcia ścinawskiego Jana, 25 lipca 1334 Henryk IV i Konrad I zawarli z nim układ, w którym zobowiązał się, że odtąd bez zgody braci nie sprzeda nic ze swoich włości. Wreszcie rok później bracia wykupili od niego całość księstwa, oddając mu je tylko jako dożywocie. Oba te układy zatwierdził również Jan Luksemburski. 30 kwietnia 1341 otrzymał od swojego brata Jana Ścinawskiego ziemię wschowską. Z małżeństwa z Matyldą (zmarłą między 1323 a 1329), córką margrabiego brandenburskiego, Hermana dochował się syna Henryka i trzech córek – Jadwigi (cysterka w Trzebnicy), Agnieszki (żona najpierw Leszka raciborskiego, potem Ludwika I brzeskiego) i Salomei (żona Henryka II z Plauen). Henryk IV Wierny zmarł w Żaganiu i został pochowany w tamtejszym w kościele kanoników regularnych św. Augustyna.